# Макашов, Альберт Михайлович
Альбе́рт Миха́йлович Макашо́в (род. 12 июня 1938, село Левая Россошь, Каширский район, Воронежская область, РСФСР, СССР) — советский и российский военачальник, генерал-полковник (1989), политик национал-патриотических и антисемитских взглядов. Кандидат в Президенты РСФСР (1991), заместитель министра обороны Российской Федерации по версии вице-президента Александра Руцкого (сентябрь—октябрь 1993). Депутат Государственной думы Российской Федерации II и IV созывов (1995—2000, 2003—2007) от КПРФ. Член КПРФ с 1993 года.

## Биография
Родился 12 июня 1938 года в селе Левая Россошь (ныне Каширского района Воронежской области). В книге «Красная дюжина. Крах СССР: они были против» рассказано, почему ему выбрали такое имя:
Мода на всё германское. Земский врач Наталья Васильевна, воспитывавшая мою мать, прочитала роман Жорж Санд «Консуэло», одного из персонажей которого и звали Альбертом. Как потом рассказывала мне сама Наталья Васильевна, она и порекомендовала маме это имя.

### Образование
- В 1957 году окончил Воронежское суворовское военное училище.
- В 1960 году окончил Ташкентское высшее общевойсковое командное училище имени В. И. Ленина.
- В 1973 году окончил Военную академию имени М. В. Фрунзе с золотой медалью.
- В 1982 году окончил Военную академию Генерального штаба Вооружённых сил СССР имени К. Е. Ворошилова с золотой медалью.

### Военная служба

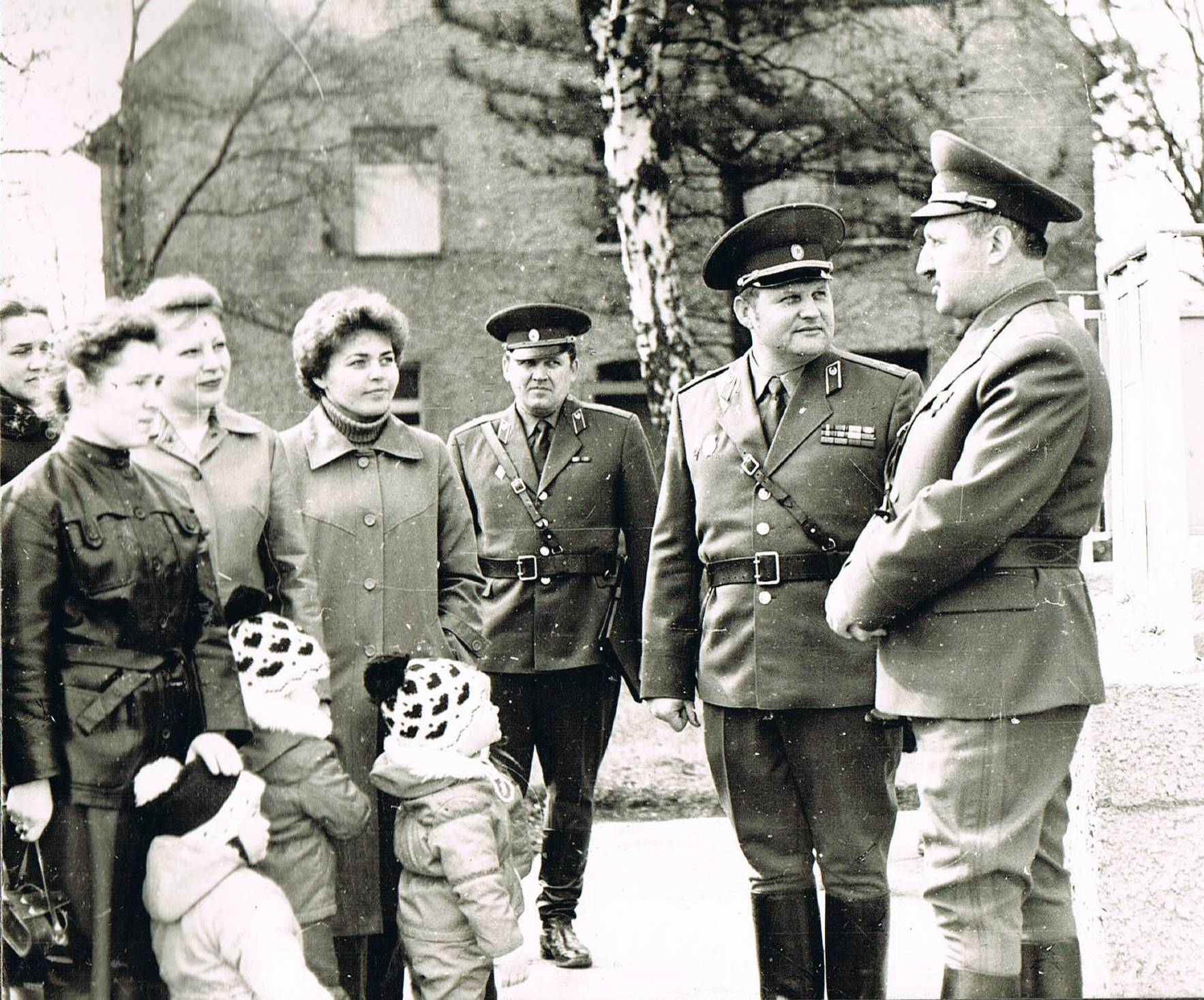
6-я гв. мсд. Макашов А. М. и Дорофеев А. А. беседуют с членами семей военнослужащих дивизии. Бернау ГСВГ 1984.

С 1957 года по октябрь 1991 года — в рядах Вооружённых сил СССР. С 1982 года — первый заместитель командующего 3-й ударной армией, а с 1983 года — командующий 20-й гвардейской общевойсковой армией в ГСВГ (Эберсвальде). С 1985 года — первый заместитель командующего войсками Закавказского военного округа, одновременно в период обострения армяно-азербайджанского межнационального конфликта в 1988—1989 годах исполнял обязанности военного коменданта Нахичеванской АССР. В декабре 1988 года был назначен военным комендантом особого района Армении, был военным комендантом Еревана. В январе—августе 1989 года — командующий войсками Уральского военного округа. С 1.IX.1989 по 31.VIII.1991 — командующий войсками Приволжско-Уральского военного округа.
Генерал-майор (25.10.1979), генерал-лейтенант (5.11.1985), генерал-полковник (3.5.1989).

### Политическая карьера
В 1989 году избран депутатом съезда народных депутатов СССР. В 1990 году делегат XXVIII съезда КПСС, делегат учредительного съезда КП РСФСР, член ЦК КП РСФСР.
На выборах президента РСФСР (1991) был выдвинут от КП РСФСР, при поддержке командования Приволжско-Уральского военного округа, а также Свердловского высшего военно-политического танко-артиллерийского училища, кандидатом в президенты РСФСР (кандидатом в вице-президенты был экономист А. А. Сергеев, впоследствии идеолог РКРП). По результатам выборов Альберт Макашов занял пятое место, набрав 3,74 % голосов избирателей.
Во время Августовского путча 1991 года активно поддерживал ГКЧП, после провала путча был смещён с поста командующего округом.
В апреле-июне 1992 года — главный военный советник при президенте самопровозглашенной Приднестровской Молдавской Республики (ПМР) (был смещён с должности и отправлен обратно в Россию после стратегического просчёта с захватом Молдовой г. Бендеры, в то время как основного удара Молдовы, по совету Макашова, ожидали на город Дубоссары).
В 1991—1992 годах член РКРП. C 1992 года, после отмены указа президента Ельцина о запрете деятельности первичных организаций КП РСФСР — член КПРФ.
4 октября 1993 года арестован за участие в событиях сентября-октября 1993 года на стороне Съезда народных депутатов и Верховного Совета России. Во время этих событий утвержденный Верховным Советом и. о. президента РФ Александр Руцкой назначил его заместителем министра обороны (министром Руцкой назначил генерал-полковника Владислава Ачалова). В феврале 1994 года освобождён по амнистии.
В 1995—1999 и 2003—2007 годах депутат Госдумы (ГД) от Промышленного одномандатного избирательного округа Самарской области. В 1999 году был снят с предвыборной кампании в том же округе «за нарушения». Его место тогда заняла депутат от СПС Вера Лекарева. В 1996—1998 годах активно сотрудничал с известным адвокатом и правозащитником Леонидом Ольшанским при разработке и принятии более либерального по отношению к водителям дорожного законодательства.
В 2000 году на выборах губернатора Самарской области выдвигал свою кандидатуру, однако получил отказ в регистрации.

### Антисемитская деятельность
В октябре 1998 году Макашов, будучи депутатом Государственной думы от КПРФ, провёл серию публичных антисемитских выступлений. 4 октября 1998 года на митинге, посвященном Дню памяти событий сентября - октября 1993 года, Макашов пообещал «захватить на тот свет 10 жидов». Также, он заявил в интервью, что пришло время выгнать всех евреев из России, а позднее добавил, что все российские экономические беды — вина евреев, и некоторых из них давно пора отправить в тюрьму.
Глава КПРФ Геннадий Зюганов не только не осудил антисемитские заявления Макашова, но и поддержал их, заявив о «сионизации» российских властей. Высказывания Макашова стали предметом обсуждения в Государственной думе, однако резолюция, осуждавшая их, была отвергнута — в первую очередь стараниями коммунистов и националистов, но даже в умеренной фракции «Наш дом — Россия» поддержали резолюцию менее половины членов.
Высказывания Макашова активно обсуждались в СМИ и вызвали фурор в российской политике. По мнению доктора исторических наук Виктора Шнирельмана, это вызвало всплеск антисемитских настроений в России осенью-зимой 1998—1999 годов. По мнению отчёта Антидиффамационной лиги и Национальной конференции для советского еврейства, Макашов «прославился на весь мир своими антисемитскими выпадами».
Прокуратуры Ростовской и Самарской областей начинали проверку высказываний Макашова. Прокуратура Москвы возбудила на Макашова дело за призывы к насильственному свержению конституционного строя, но к новому году прекратила его. В начале 1999 года по поручению генерального прокурора Юрия Скуратова прокуратура Москвы завела на Макашова новое уголовное дело, по статье 282 за разжигание межнациональной розни; дело было прекращено 24 июня 1999 года за «отсутствием состава преступления».
После антисемитских высказываний Макашова он и Виктор Илюхин пошли на выборах в Государственную думу 1999 года не в составе КПРФ, а во главе избирательного объединения «Движение в поддержку армии», которое они позиционировали как противостоящее «сионистам». 20 февраля 1999 года на съезде казаков в Новочеркасске Макашов заявил: «Мы будем антисемитами и должны победить» и предложил переименовать объединение в «Движение против жидов». Макашов был кандидатом в депутаты № 2 в списке объединения, но объединение набрало только 0,58 % и Макашов не прошёл в Государственную думу.
В 2005 году подписался под антисемитским письмом 5000 — публичным призывом к генеральному прокурору с требованием запретить еврейские организации в России как экстремистские. По этому поводу выступал в телепередаче «К барьеру!» против космонавта Алексея Леонова.

## Происшествие при строительстве дачи Макашова
По словам ответственного секретаря Союза комитетов солдатских матерей Валентины Мельниковой, в начале девяностых годов при строительстве каменной трехэтажной дачи Макашова со встроенной колокольней в результате обрушения стены погибли несколько солдат, которых он заставил выводить на этой стене белым кирпичом православный крест.

## Награды
- Орден Красной Звезды
- Орден «За службу Родине в Вооружённых Силах СССР» III степени.

## Книги
- Макашов А. М. Трагедия СССР: Кто ответит за развал? — М.: Алгоритм, 2012. — 240 с. — (Национальный бестселлер). — 2000 экз. — ISBN 978-5-4438-0047-9.